# 黄汲清
黄汲清（1904年3月30日—1995年3月22日），字德淦，男，四川仁寿人，中国近代地质学家，中央研究院第一届院士，中国科学院首批学部委员，曾任地质部石油局总工程师，创立多旋回构造运动学说和陆相生油论，对中国石油天然气勘探事业产生重大影响。

## 生平
黄汲清出生于四川省仁寿县青岗场。1921年至1924年，黄汲清在北洋大学预科学习。 1924年考入北大地质系，大三写出震动业界的论文，首创大地构造理论，让中国人找到了玉门油矿、大庆油矿。1932年夏，黄汲清受中华教育文化基金会的选派，赴瑞士留学。先在伯尔尼大学(University of Bern)学习半年，1933年春转入纳沙泰尔大学(University of Neuchâtel)地质系，在大地构造学家E.Argand教授亲自指导下深造。 1933年和1934年，在阿尔卑斯山的素女峰一带进行地质调查并填制地质图。 1935年，以法文写成博士论文《瑞士华莱县素女峰—破金瓜峰地区之地质研究》，获理学博士学位。 1936年春季回到祖国，任前实业部南京中央地质调查所地质主任。 1937年春，黄汲清任前中央地质调查所代理所长。同年7月，赴莫斯科参加第17届国际地质大会。 12月正式就任中央地质调查所所长。1948年，當選為中央研究院第一屆院士。
1957年遭整肅為右派後入煉獄廿餘年。文革中，他先被关入地下室180天，后流放五七干校。回来时惊发现自己的成果大庆油田竟被冠于李四光名下，于是写信要求正名。1986年6月，中国科学技术协会第三次全国代表大会在北京召开，选举产生第三届全国委员会。6月28日，第三届全国委员会第一次会议召开，推举其为荣誉委员。2009年建国60年中央电视台电视剧《奠基者》即为黄汲清正名。

## 家庭
女儿黄洁生。儿子黄浩生、黄渝生（儿媳詹敏利）。孙女黃婉（渝生之女），周永康之子周滨之妻。